# Anatolij Kostousow
Anatolij Iwanowicz Kostousow (ros. Анатолий Иванович Костоусов, ur. 6 października?/19 października 1906 we wsi Nofrinskoje w guberni jarosławskiej, zm. 22 lutego 1985 w Moskwie) – radziecki polityk, Bohater Pracy Socjalistycznej (1976).

## Życiorys
W latach 1923–1927 działacz Komsomołu, kierownik wydziału i sekretarz komitetu powiatowego, kierownik wydziału propagandy i agitacji gubernialnego komitetu Komsomołu w Jarosławiu. Od 1925 członek WKP(b). W latach 1927–1933 studiował w Instytucie Budowy Obrabiarek w Moskwie, po ukończeniu studiów był inżynierem, kierownikiem produkcji i zastępcą dyrektora fabryki obrabiarek im. Swierdłowa w Leningradzie i głównym inżynierem w fabryce w Nowosybirsku. Od 1946 do 8 marca 1949 zastępca ludowego komisarza/ministra przemysłu obrabiarek, a od 8 marca 1949 do 5 marca 1953 minister przemysłu obrabiarek ZSRR. Od 14 października 1952 do 17 października 1961 zastępca członka, a od 31 października 1961 do 23 lutego 1981 członek KC KPZR. Od marca 1953 do 19 kwietnia 1954 zastępca ministra budowy maszyn ZSRR, od 19 kwietnia 1954 do 10 maja 1957 minister przemysłu obrabiarek i narzędzi ZSRR, od 29 maja 1957 do kwietnia 1959 przewodniczący Sownarchozu Moskiewskiego Obwodowego Ekonomicznego Rejonu Administracyjnego, od 28 lutego 1959 do 21 stycznia 1963 przewodniczący Państwowego Komitetu Rady Ministrów ZSRR ds. automatyzacji i budowy maszyn, od 21 stycznia do 16 kwietnia 1963 przewodniczący Państwowego Komitetu ds. budowy maszyn przy Państwowym Komitecie Planowania Rady Ministrów ZSRR, od 16 kwietnia 1963 do 2 października 1965 przewodniczący Państwowego Komitetu ds. budowy maszyn przy Państwowym Komitecie Planowania Rady Ministrów ZSRR, od 2 października 1965 do 19 grudnia 1980 ponownie minister przemysłu obrabiarek i narzędzi ZSRR, następnie na emeryturze. Deputowany do Rady Najwyższej ZSRR od 5 do 10 kadencji (1958-1984). Pochowany na cmentarzu Nowodziewiczym.

## Odznaczenia
- Medal Sierp i Młot Bohatera Pracy Socjalistycznej (5 października 1976)
- Order Lenina (czterokrotnie – 1956, 1966, 1971 i 1976)
- Order Czerwonego Sztandaru Pracy (pięciokrotnie)

I medale.